# 尾盛車站
尾盛車站（日语：／ Omori eki */?）是屬大井川鐵道井川線之車站，位於静岡縣榛原郡川根本町犬間。 

## 車站構造
側式月台1面1線的地面車站。

## 車站周邊
- 大井川

## 歷史
- 1959年8月1日：設站。

## 相鄰車站
大井川鐵道
井川線
接岨峽溫泉－尾盛－閑藏

## 相關題目
- 日本鐵路車站列表